# Expolab

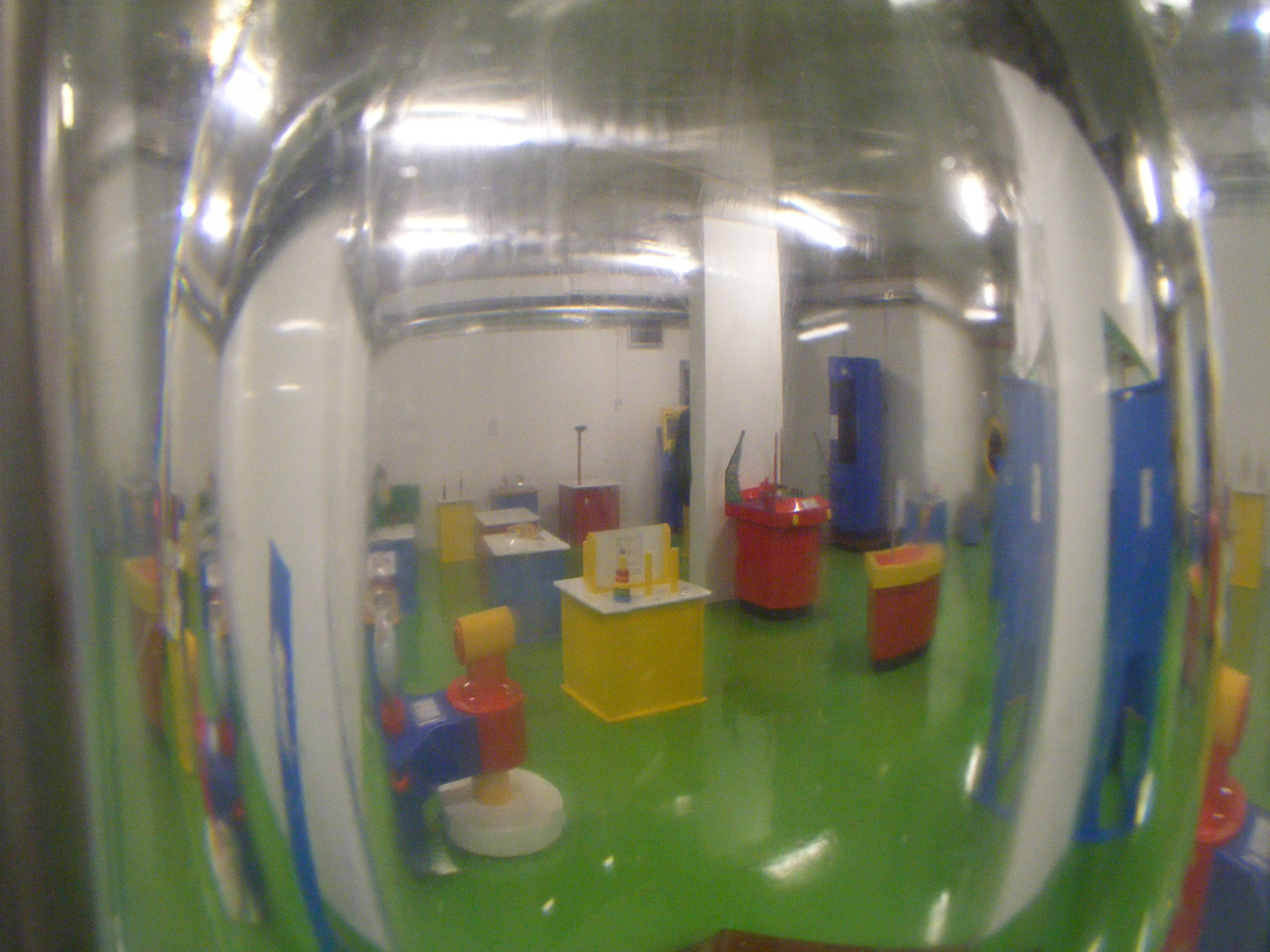
ExpoLab: módulos interactivos.

O Expolab - Centro Ciência Viva, localiza-se na cidade da Lagoa, na ilha de São Miguel, nos Açores. Resultou de uma parceria do Governo dos Açores com a Sociedade Afonso Chaves, entidade gestora e detentora do edifício, e a Câmara Municipal de Lagoa, que cedeu os terrenos para a sua construção.
Dispondo de espaços destinados a exposições, predominantemente interativas, laboratórios para a realização de ateliês científicos e atividades de ensino experimental, auditório e espaço dedicado à tecnologia (impressão 3D, robótica, domótica, realidade aumentada e virtual).
O Expolab está aberto ao público de terça a sexta-feira das 10:00 às 17:00 e ao sábado das 14:00 às 18:00, para receber todos os que queiram visitar, sejam grupos organizados por marcação prévia, sejam visitas espontâneas. Abre todos os sábados, proporcionando às famílias programas diferentes que incluem ciência e tecnologia.
Expolab é um Centro de Ciência que tem como principal propósito a divulgação científica e tecnológica no âmbito de temáticas relacionadas com as ciências naturais, com o objectivo de aproximar e incluir toda a comunidade na sociedade do conhecimento.

## Atividades correntes no Expolab
- Exposição "Florestas: Refúgios de Biodiversidade"
- Exposição "Endémicas: geneticamente nossas"
- Exposição "Mar de Plástico"
- Exposição "Ciência a Brincar"
- Exposição "Ambiente Laboratorial: ontem e hoje"
- Exposição fotográfica "Ver para Crer: a imagem como veículo da Ciência"
- Exposição fotográfica "Os Arco-Íris do Mar"
- DÓING - Oficina Aumentada
- Didática laboratorial
  - Atividades laboratoriais diversas
  - Laboratório na Hora
  - CCI - Crime Ciência e Investigação
- Workshops Temáticos
- Sessões de Documentários temáticos